# HMAS Napier (G97)
HMAS Napier (G97/D13) là một tàu khu trục lớp N đã phục vụ cùng Hải quân Hoàng gia Australia trong Chiến tranh Thế giới thứ hai. Được chế tạo tại Scotland vào năm 1939-1940 và nhập biên chế với một thủy thủ đoàn người Australia, Napier được đặt hàng và vẫn dưới quyền sở hữu bởi chính phủ Anh Quốc. Nó đã phục vụ tại Địa Trung Hải trong năm 1941 trước khi được chuyển sang Hạm đội Đông vào đầu năm 1942, rồi sang khu vực Nam Đại Tây Dương vào đầu năm 1944. Đến năm 1945, con tàu được điều động sang Hạm đội Thái Bình Dương Anh Quốc, và trải qua thời gian còn lại của chiến tranh chống Nhật Bản. Sau khi chiến tranh kết thúc, Napier được xuất biên chế và trả cho Anh. Nó bị bán vào năm 1955 và bị tháo dỡ năm 1956.

## Thiết kế và chế tạo
Lớp tàu khu trục N có trọng lượng choán nước tiêu chuẩn 1.760 tấn Anh (1.790 t), và lên đến 2.550 tấn Anh (2.590 t) khi đầy tải. Napier có chiều dài ở mực nước là 229 foot 6 inch (69,95 m) và chiều dài chung 356 foot 6 inch (108,66 m), mạn thuyền rộng 35 foot 8 inch (10,87 m) và chiều sâu tối đa của mớn nước là 16 foot 4 inch (4,98 m). Động lực được cung cấp bởi ba nồi hơi Admiralty nối liền với hai turbine hơi nước hộp số Parsons và dẫn động hai trục chân vịt, cho phép có được tổng công suất 40.000 shp (30.000 kW). Napier có thể đạt tốc độ tối đa 36 hải lý trên giờ (67 km/h; 41 mph); thủy thủ đoàn của con tàu bao gồm 226 sĩ quan và thủy thủ.
Vũ khí của con tàu bao gồm sáu khẩu QF 4,7 in (120 mm) Mark XII trên ba tháp pháo nòng đôi, một khẩu QF 4 in (100 mm) Mark V, một khẩu đội QF 2 pounder "pom-pom" phòng không bốn nòng, bốn pháo Oerlikon 20 mm phòng không, bốn súng máy Vickers.50 inch trên bệ bốn nòng, bốn súng máy Lewis.303, mười ống phóng ngư lôi 21 inch (533 mm) trên hai bệ năm nòng, hai máy phóng và một đường ray thả mìn sâu với 45 quả mìn được mang theo. Khẩu pháo 4 inch của Napier sau này được tháo dỡ.
Napier là chiếc đầu tiên trong số tám chiếc lớp N được đặt lườn theo Chương trình Khẩn cấp Chiến tranh, khi việc chế tạo được bắt đầu tại xưởng tàu của hãng Fairfield Shipbuilding and Engineering ở Govan, Scotland vào ngày 26 tháng 7 năm 1939. Chiếc tàu khu trục được hạ thủy vào ngày 22 tháng 5 năm 1940 bởi phu nhân của một trong các giám đốc xưởng tàu, và nhập biên chế cùng Hải quân Hoàng gia Australia vào ngày 28 tháng 11 năm 1940. Cho dù nhập biên chế như một tàu Australia, Napier vẫn là một tài sản của Hải quân Hoàng gia Anh. Con tàu được đặt tên theo vị Đô đốc người Scotland Sir Charles Napier (1786-1860), với biểu trưng của con tàu được lấy từ gia huy của dòng họ Napier, và với phí tổn hết 403.960 Bảng Anh.

## Lịch sử hoạt động
Trong tuần lễ hoạt động đầu tiên của con tàu, nhiều thủy thủ đã đe dọa binh biến qua việc từ chối rời phòng ăn dưới hầm; sự cố được tháo dỡ khi các sĩ quan đe dọa một cách hài hước sẽ dùng dây lôi cổ họ ra khỏi phòng. Sau khi hoàn tất việc chạy thử máy trên biển, con tàu trải qua những hoạt động đầu tiên trong chiến tranh như một tàu hộ tống vận tải tại Bắc Đại Tây Dương. Napier cùng với tàu chị em Nestor được điều sang Địa Trung Hải, đến nơi vừa kịp lúc để tham gia cuộc triệt thoái khỏi đảo Crete. Chiếc tàu khu trục được điều đến Port Said trong hai tháng rưỡi, phục vụ như tàu chỉ huy cho cuộc phòng thủ cảng vào ban đêm, trong khi được sửa chữa và tái trang bị vào ban ngày. Sau khi hoàn tất vào tháng 8, nó đảm trách vai trò soái hạm của Chi hạm đội Khu trục 7. Trong thời gian còn lại của năm, Napier tham gia hộ tống các đoàn tàu vận tải đi lại tại Địa Trung Hải và Hồng Hải cũng như vận chuyển binh lính giữa Cộng hòa Síp và Haifa.
Vào đầu năm 1942, Napier, Nestor và Nizam được điều động sang Hạm đội Đông. Nhiệm vụ đầu tiên của chúng là hộ tống cho tàu sân bay HMS Indomitable đi đến khu vực Malaya-Java. Đến tháng 6, Napier và Nestor quay trở lại Địa Trung Hải tham gia Chiến dịch Vigorous, một đoàn tàu vận tải lớn tăng viện cho Malta đang bị phong tỏa. Napier quay trở lại nhiệm vụ cùng Hạm đội Đông sau khi chuyến đi tăng viện không thành công, và vào tháng 9 đã tham gia Chiến dịch Madagascar, đặc biệt là trong việc Majunga đầu hàng và chiếm đóng Tamatave. Chiếc tàu khu trục thực hiện tuần tra khu vực Đông Ấn Độ Dương từ tháng 10 năm 1942 cho đến tháng 3 năm 1943, khi nó tham gia lực lượng tuần tra chống tàu ngầm Đại Tây Dương đặt căn cứ tại Nam Phi. Vào đầu năm 1944, Napier được phân về vùng biển Ấn Độ; rồi sau đó lên đường đi Australia cho một đợt tái trang bị kéo dài tại Williamstown, quay trở lại cùng Hạm đội Đông vào đầu tháng 11. Trong tháng 12, Napier hỗ trợ các chiến dịch của Lữ đoàn 74 Bộ binh Ấn Độ, là sở chỉ huy cho các hoạt động đổ bộ lên Akyab, Myebon và Ramree.
Vào đầu năm 1945, Napier được điều động sang Hạm đội Thái Bình Dương Anh Quốc, và thay đổi ký hiệu lườn từ G97 sang D13. Trong tháng 5, nó nằm trong thành phần hộ tống cho lực lượng tàu sân bay trong các cuộc không kích lên Sakishima. Napier đã có mặt trong vịnh Tokyo vào ngày 2 tháng 9 năm 1945, khi buổi lễ ký kết văn kiện Nhật Bản đầu hàng diễn ra trên thiết giáp hạm Missouri; và sau khi hỗ trợ cho các hoạt động đổ bộ chiếm đóng tại Nhật Bản, chiếc tàu khu trục quay trở về Sydney.
Napier được tặng thưởng sáu danh hiệu Vinh dự Chiến trận cho thành tích hoạt động trong chiến tranh. Thủy thủ đoàn người Australia rời tàu vào ngày 25 tháng 10 năm 1945, và Napier được hoàn trả cho Hải quân Hoàng gia Anh. Tuy nhiên con tàu không nhập biên chế trở lại, và được cho bán để tháo dỡ vào năm 1955. Nó được kéo đến Briton Ferry để tháo dỡ vào tháng 1 năm 1956.